# 터커 게이츠
터커 게이츠(영어: Tucker Gates)는 미국의 텔레비전 감독이자 텔레비전 프로듀서이다. ABC에서 방송된 드라마 《앨리어스》, 《로스트》에서 다수의 에피소드 연출을 맡았다. 이외에도 《베이츠 모텔》, 《위즈》, 《카니발》, 《포인트 플레전트》, 《허프》, 《보스턴 리걸》, 《로즈웰》, 《브라더스 & 시스터스》, 《홈랜드》, 《하우스 오브 카드》, 《레이 도노반》, 《오피스》, 《팍스 앤 레크리에이션》 등의 작품에서 에피소드의 연출을 담당했다.